# El romance del Aniceto y la Francisca
Este es el romance del Aniceto y la Francisca, de cómo quedó trunco, comenzó la tristeza y unas pocas cosas más…, conocida habitualmente como El romance del Aniceto y la Francisca, es una película argentina de drama y romance de 1967, en blanco y negro, dirigida por Leonardo Favio, e interpretada por Federico Luppi, Elsa Daniel, María Vaner y Edgardo Suárez. Fue estrenada el 1 de junio y recibió el Cóndor de Plata a Mejor película, en 1968.
Es la segunda parte de una trilogía sin nombre, de filmes en blanco y negro dirigidos por Favio, que comienza con Crónica de un niño solo (1965) y termina con El dependiente (1969). Está inspirada en el cuento El cenizo, de Jorge Zuhair Jury, hermano del director. En el año 2008, Leonardo Favio estrenó Aniceto, una segunda versión de su película, desarrollada como un drama musical.
Más allá del argumento, la película busca reflejar la vida de los pequeños pueblos de la Argentina, antes de la llegada de la televisión.
Fue reconocida como la novena mejor película del cine argentino de todos los tiempos en la encuesta realizada por el Museo del Cine Pablo Ducrós Hicken en 1984, mientras que ocupó el puesto 5 en la edición de 2000. En una nueva versión de la encuesta organizada en 2022 por las revistas especializadas La vida útil, Taipei y La tierra quema, presentada en el Festival Internacional de Cine de Mar del Plata, la película alcanzó el puesto 13.

## Sinopsis

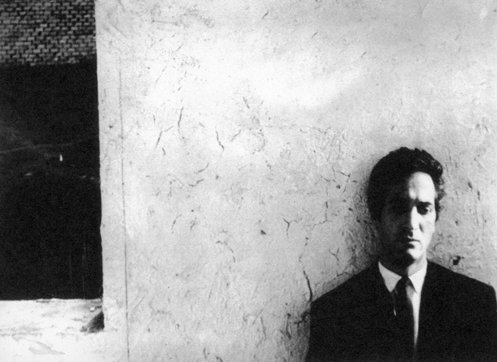
Federico Luppi en una escena de la película.

Es la historia de una seducción y enamoramiento entre dos personas de pueblo, en la provincia de Mendoza: el Aniceto (Luppi) y la Francisca (Elsa Daniel), una chica "decente" y dulce, "la santita" del Aniceto. Pero el Aniceto también seduce y es seducido por Lucía (María Vaner), apasionada, sexual, "la putita" del Aniceto. Las dos mujeres se enfrentarán como en una riña de gallos (el Aniceto es gallero). Cuando el romance con Lucía se rompe por decisión de ella, el Aniceto se queda solo y comienza a darse cuenta de lo que perdió. Al quedarse sin recursos, vende a su mejor gallo, el Cenizo, y luego intenta recuperarlo subrepticiamente en la vivienda de quien se lo había comprado, sufriendo un final trágico al ser baleado por el dueño de casa.

## Reparto
- Elsa Daniel
- Federico Luppi
- María Vaner
- Edgardo Suárez
- Juan Cutrera
- Cacho Mendoza
- Joly Bergali
- Lorenzo De Luca
- Vivian Condu
- Eduardo Vargas
- Walter Sánchez
- Mario Savino
- Rafael Chumbita

## Premios
- Premios Cóndor de Plata (1968): mejor película, mejor director, mejor actriz, mejor actor y mejor guion.